# Botoșana
Botosana là một xã thuộc hạt Suceava, România. Dân số thời điểm năm 2002 là 4910 người.